# لاري غاردنر
لاري غاردنر (بالإنجليزية: Larry Gardner) هو لاعب كرة قاعدة أمريكي، ولد في 13 مايو 1886 في إنوسبورغ في الولايات المتحدة، وتوفي في 11 مارس 1976 في سانت جورج في الولايات المتحدة.

## وصلات خارجية
- لاري غاردنر على موقعبيزبول رفرنس.كوم (الدوري الرئيسي) (الإنجليزية)
- لاري غاردنر على موقع جمعية أبحاث البيسبول الأمريكية (الإنجليزية)
- لاري غاردنر على موقع قاعة فيرمونت للمشاهير الرياضية (الإنجليزية)